# Drégely László
Drégely László (Pécs, 1932. április 15. – Budapest, 1990. június 29.) magyar festőművész, díszlettervező, szobrász. Felesége Witz Éva, díszlettervező.

## Életpályája
Általános és középiskolai tanulmányait szülővárosában végezte el. 1951-1953 között az Iparművészeti Főiskola díszlettervező szakán tanult, ahol Bálint Endre, Gadányi Jenő, Litkei József, László Gyula, Varga Mátyás és Oláh Gusztáv tanították. 1953-tól egy ideig a szolnoki Szigligeti Színház díszletfestője volt. 1958-1979 között a Magyar Televízió díszlettervezője volt. 1957-ben debütált festőként az Országos Tárlaton. 1962-től kiállító művész volt.

## Színházi díszletei
A Színházi Adattárban regisztrált bemutatóinak száma: 42.
| - Ábrahám Pál: Bál a Savoyban (1960) - Heltai-Tardos-Gádor-Darvas: Tánczenei gimnázium (1960) - Jékely Zoltán: Mátyás király juhásza (1961) - Hárs László: Meseországból jöttünk (1961) - Gyárfás Miklós: Sláger a Globe Színházban (1961) - Tardos Péter: Derűs öregek (1961) - Hárs László: Ki a győztes? (1961) - William Shakespeare: Rómeó és Júlia (1962) - Sólyom László: Válóper másodfokon (1962) - Gosztonyi-Kincses: Európa elrablása (1962) - Moldova György: Légy szíves Jeromos (1962) - Dunai Ferenc: A nadrág (1962) - Marsak: A bűvös erdő (1962) - Molnár Ferenc: Liliom (1963) - Dürrenmatt: Ötödik Frank (1963) - Darvas-Királyhegyi: Lopni sem szabad (1963) - Csurka István: Az idő vasfoga (1965) - Márkus György: Az Olympikon (1966) - Radzinszkij: Filmet forgatunk (1966) - Huxley: A Mona Lisa mosoly (1966) - Gogol: Egy őrült naplója (1967) | - Simon: Furcsa pár (1968) - Rejnus-Renc: Királygyilkosság (1968) - Miller: Alku (1968, 1971) - Thurzó Gábor: Meddig lehet angyal valaki (1969) - Szakonyi Károly: Adáshiba (1970) - Abay Pál: Piros jaguár (1970) - Gilbert: Az ártatlan Zsuzsi (1971) - Lehár Ferenc: Pacsirta (1973) - Alegría: Kötélen a Niagara felett (1973, 1983) - Krúdy-Kapás: Rezeda Kázmér szép élete (1976) - Tolsztoj: Kreutzer-szonáta (1976) - Garcia Lorca: Don Perlimplin és Belisa szerelme a kertben (1976) - Csehov: Ványa bácsi (1977) - Csurka István: Versenynap (1977) - Kesey: Kakukkfészek (1977) - Druce: Ami a legszentebb (1977) - Lope de Vega: Valencia bolondjai (1977) |

## Filmjei
- Sót vegyenek! (1959)
- Az utolsó pillanat (1960)
- Idegen utcában (1960)
- Éjszakai repülés (1963)
- Szeptember (1963)
- Töltsön egy órát Mark Twain-nel! (1963)
- Jövedelmező állás (1965)
- Törékeny boldogság (1966)
- Légy ügyes a szerelemben (1966)
- Anyasági kereset - Darvas Szilárd-est (1966)
- Temetetlen holtak (1966)
- Az asszony és az igazság (1967)
- A baleset (1967)
- Máglyák Firenzében (1967)
- VII. szimfónia - Pécsi Balett (1967)
- Bánk bán (1968)
- Csodálatos mandarin (1968)
- Az ember tragédiája (1969)
- Iphigenia Auliszban (1969)
- Gyilkosság a műteremben (1969)
- Voronyezs (1969)
- Holnap reggel (1970)
- A bűnös (1971)
- A labda - egy óra Karinthy Ferenccel (1971)
- Antonio Gades (1971)
- Rézpillangó (1971)
- Rózsa Sándor (1971)
- Földédesanyám - Jancsó Adrienn estje (1971)
- Add a kezed! - az Illés-együttes műsora (1972)
- Majomparádé (1973)
- Bizonyíték nélkül (1973)
- A farkasok (1973)
- Hahó, a tenger! (1973)
- Aranyborjú (1974)
- Balettcipő III. - Kun Zsuzsa műsora (1974)
- Rugyin (1974)
- A sas meg a sasfiók (1975)
- A külföldiek (1975)
- A Saturnus gyűrűje - versek a kozmoszról és a földről (1976)
- A feladat 1-3. (1976)
- Robog az úthenger 1-6. (1976)
- Csongor és Tünde (1976)
- Százéves asszony (1976)
- Haszontalanok (1977)
- Coppélia (1977)
- A sevillai borbély (1977)
- Isten veled atomkor (1977)
- Mielőtt a kakas megszólal (1977)
- Változó felhőzet (1977)
- Röpülj páva! (1978)
- Mennyből az angyal (1978)
- Boldogság (1978)
- Ivan Vasziljevics (1978)
- Az eltűnt miniatűr (1978)
- Philémón és Baukisz (1978)
- Idegenek (1979)
- A király meztelen (1979)

## Festményei
- Szerelem (1982)
- Romantika I.

## Egyéni kiállításai
- 1962, 1967, 1974, 1976, 1978, 1998 Budapest
- 1973, 1982 Dunaújváros
- 1977 Tata
- 1984 Miskolc
- 1986, 1997 Székesfehérvár
- 1992 Pécs
- 1993 Nagykanizsa

## Díjai
- Balázs Béla-díj (1972)[1]
- Érdemes művész (1977)[1]
- Budapestért emlékérem (1980)
- A Magyar Televízió Posztumusz Örökös Tagja (1998)